# Дхваньялока

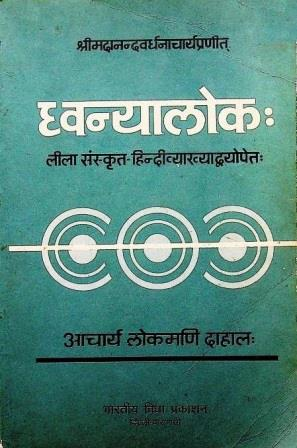
Дхваньялока

«Дхваньялока» (от санск. «Свет дхвани») - трактат индийского теоретика Анандавардханы (IX в.), в котором проблема эстетического восприятии рассматривается с точки зрения поэтического уровня языка литературного произведения.  
В «Дхваньялоке» впервые появляется идея главенства скрытого смысла в поэзии и объясняется сущность поэзии на основе анализа особенностей семантики языка. 

## Структура
"Дхваньялока" представляет собой обширное сочинение, разделенное на четыре части. В каждой части поднимается новая проблема понимания и восприятия поэзии.  
Структура текста внутри частей определяется сочетанием кратких, сформулированных в стихах тезисов, порой полемического характера, и прозаического комментария к ним.

## Содержание
В данном трактате появляется абсолютно новая идея о поэтической структуре: в каждой строфе должно быть новое переживание; каждая новая строфа должна содержать ту или иную расу (эмоциональную окраску). Необходимо, чтобы произведение имело внутренний сюжет. Именно с этого трактата доктрины расы начинают занимать центральное место в индийской эстетике и прежде всего - в поэтической теории.
Анандавардхана отдает предпочтение расам, а не содержанию или украшению строфы. В «Дхваньяалоке» раса понимается как сильная форма чувства, а не просто эмоциональное состояние, изображенное в произведении. Согласно индийскому теоретику, расы потенциально находятся во всем, ведь любая вещь может возбудить в человеке определенное чувство.  Отсюда следует, что главная цель поэта заключается в раскрытие расы.
Главным условием художественности в речи, по Анандавардхане, является способ построения высказывания, при котором нечто остается в нём невыраженным, скрытым. 
Значение истинно поэтических высказываний, согласно "Дхваньялоке", имеет два слоя: 
1) слой выраженного значения и 
2) слой невыраженного или угадываемого значения. Угадываемой называется та часть общего значения высказывания, которая не связана прямо с входящими в его состав словами, но привносится (или, используя буквальное выражение Анандавардханы, «притягивается») тем, что в нём выражено или непосредственно обозначено. Хотя выраженное, таким образом, является причиной осознания невыраженного, одно значение не отменяет другого, и в акте познания оба даны
вместе. Этими новыми умозаключениями Анандавардхана подчёркивает важность скрытого смысла в поэзии.